# Трюфель итальянский
Трю́фель италья́нский (лат. Tuber magnatum) — гриб рода Трюфель (Tuber) семейства Трюфелевые (Tuberaceae). 
Синонимы:
- Трюфель настоя́щий бе́лый
- Трюфель пьемо́нтский — от области Пьемонт в Северной Италии

## Описание
Плодовые тела (видоизменённый апотеций) подземные, в виде неправильных клубней размером обычно 2—12 см и весом 30—300 г. Изредка встречаются экземпляры весом 1 кг и более. Поверхность неровная, покрыта тонкой бархатистой кожицей, не отделяющейся от мякоти, светло-охристого или буроватого цвета.
Мякоть плотная, от беловатого до жёлто-серого цвета, иногда с красноватым оттенком, с белым и кремово-коричневым мраморным рисунком. Вкус приятный, запах пряный, напоминает сыр с чесноком.
Споровый порошок желтовато-коричневый, споры 40×35 мкм, овальные, сетчатые.

## Экология и распространение
Образует микоризу с дубом, ивой и тополем, встречается и под липами. Растёт в лиственных лесах с рыхлой известковой почвой на различной глубине. Наиболее распространён на северо-западе Италии (Пьемонт) и прилегающих районах Франции, встречается в Средней Италии, Средней и Южной Франции и других областях Южной Европы.
Сезон: Сбор белого пьемонтского трюфеля официально начинается 21 сентября и заканчивается 31 января.
Собирают эти грибы только при помощи дрессированных собак, свиней в Италии для сбора трюфелей использовать запрещено.

## Сходные виды
- Tuber gibbosum растёт в Северной Америке, съедобен.
- Троицкий трюфель (Choiromyces meandriformis) встречается и в России, съедобен, но не ценится так, как настоящие трюфели.

## Пищевые качества
Съедобный гриб, деликатес. В итальянской кухне белые трюфели используют почти исключительно в сыром виде, можно хранить в холодильнике максимум неделю, желательно обвернутый бумажной салфеткой и в закрытой стеклянной банке.
Натёртыми на специальной тёрке их добавляют в соусы, используют как приправу для различных блюд — ризотто, яичницы и др. Нарезанные тонкими ломтиками трюфели добавляют в мясные и грибные салаты.